# Миколаївський національний академічний український театр драми і музичної комедії
Микола́ївський націона́льний академі́чний украї́нський теа́тр дра́ми та музи́чної коме́дії  — драматичний театр у місті Миколаєві, заснований у 1959 році. Розсташований на вулиці Панаса Саксаганського, № 59. Директор-художній керівник театру Микола Семенович Берсон, головний режисер — Олег Григорович Ігнатьєв.

## Історія

### Передісторія
Восени 1925 року в будівлі клубу юних піонерів на вулиці Нікольській, № 50 (згодом Центральний дитячий клуб) у популярному тоді жанрі «живої газети» був створений драматичний гурток «Червона краватка», який очолив і став його режисером та завідувачем музичної частини В. Г. Кредін. При ньому було організовано два музичні дитячі колективи — шумовий оркестр і хор. Гурток виступав на багатьох сценах міста: у клубах кустарів, радянських працівників, залізничників, Будинку відпочинку, інтернаціональному клубі моряків, на заводі «Плуг і молот», у червоноармійців — своїх шефів тощо. За газетними звітами того часу, «Червона краватка» «обслуговувала щотижня до 3 000 осіб».
1 листопада 1927 року «Червона краватка» була перетворена на загальноміський Театр юного глядача при Миколаївській окружній політосвіті. Кураторами та педагогами театру стали народні артисти СРСР: Олександра Яблочкіна, актор МХАТу Микола Плотников, учениця та сподвижниця Леся Курбаса Софія Мануйлович, брати Роберт та Рафаїл Адельгейми. Прем'єрна вистава театру — «Подвиги Геркулеса» пройшла 26 січня 1928 року на сцені клубу піонерів (вулиця Карла Маркаса, № 25). П'єсу переробив і поставив В. Г. Кредін. На початку 1930-х років театр переїхав на вулицю Привозну, № 59, у пристосовану під театр будівлю колишньої синагоги.
У театрі працювали актори і режисери Ганна Лисянська, Михайло Амітов (1927—1932), Ростислав Гаврилко (1934—1959), Алла Квасенко (1936—1945), Борис Оселедчик (1944—1959), Валентина Безпольотова (1947—1952).
У 1927 році в Миколаєві було створено також робітничо-селянський пересувний український театр. На прохання громадськості, театру було присвоєно ім'я Тараса Шевченка. У сезон 1945—1946 років в театрі здійснено виставу п'єси Василя Малакова і Д. Шкневського «Петербурзькі ночі», присвячену Тарасу Шевченку (режисер-постановник Данило Лазуренко, художник Микола Панчук).

### 1959—сучасність
У серпні 1959 року на базі Театру юного глядача і Українського обласного драматичного пересувного театру імені Тараса Шевченка створений Миколаївський обласний український музично-драматичний театр. У 1980 році театру присвоїли новий статус  — Миколаївський український театр драми та музичної комедії.
1992 року у театрі створений дитячий театр-супутник «Академія пані Куліси». З 1999 року театр щорічно бере участь в Міжнародному театральному фестивалі «Мельпомена Таврії».
У вересні 2001 року, театру присвоєно статус академічного. У 2005 році театр відкрив малу сцену. Завдяки виставам, поставленим на ній,  — «GSP», «Орхідея, Амариліс і Троянда», «Виконавець бажань», «Бабье лето» — збільшилася кількість прихильників театру. Одним з напрямків Малої сцени є просвітницька діяльність (створено низку літературних композицій до ювілеїв видатних постатей країни та області). Головним аспектом роботи театру є популяризація національної історії та культури («Бандура — душа співає», «Вечорниці», Шевченківські дні).
За більш ніж 90 років театр побував з гастролями у 100 містах України та колишнього Радянського Союзу. Нині активно гастролює по області, працює в інших регіонах України. Проводить благодійну та шефську діяльність: для дітей-сиріт, дітей-інвалідів, дітей з малозабезпечених сімей, а також малозабезпечених пенсіонерів, безкоштовно показує вистави.
В листопаді 2017 року театр відзначив своє 90-річчя бенефісом під назвою «90 перлин на оксамиті рампи». Кожного сезону театр здійснює 10—12 прем'єр.
Театр учасник багатьох всеукраїнських і міжнародних конкурсів та фестивалів, в яких посідав почесні місця, серед них: Міжнародний театральний фестиваль «Мельпомена Таврії», «Класика — сьогодні», «Херсонеські ігри», Всеукраїнський телефестиваль «Калинові острови», «Найкраща музична прем'єра» та багато інших.
31 травня 2021 року Указом Президента України № 218/2021 театру присвоєно статус національного.

## Репертуар
За роки свого існування театр поставив багато п'єс із класичної і сучасної національної драматургії, а також зарубіжних авторів, зокрема:
- «Барабанниця» Афанасія Салинського (1959);
- «Дівчина з табору» Якова Ялунера (1959);
- «Володимирська гірка» Дмитра Шевцова, Владлена Лукашова (1959);
- «Морський вузол» Володимира Крафта і Віктора Винникова (1960);
- «Леся» Маргарити Андрієвич (1960);
- «Катерина» Миколи Аркаса (1960);
- «Дальня дорога» Олексія Арбузова (1961);
- «Назар Стодоля» Тараса Шевченка (1961);
- «Наталка Полтавка» Івана Котляревського;
- «Сон князя Святослава», «Беркути» за Іваном Франком;
- «Оргія» Лесі Українки;
- «Доки сонце зійде…» Марка Кропивницького;
- «За двома зайцями», «Маруся Богуславка», «Циганка Аза», «Майська ніч» Михайла Старицького;
- «Земля» за Ольгою Кобилянською;
- «Лють» Євгена Яновського;
- «68» Ярослава Стельмаха;
- «Сватання на Гончарівці» Григорія Квітки-Основ'яненка;
- «Сторінка щоденника» Олександра Корнійчука;
- «Партизанська іскра» Бориса Арова й Маргарити Саєнко (Республіканська премія ЛКСМУ імені Миколи Островського, 1980);
- «Революційний етюд» Михайла Шатрова;
- «Жіночий бунт» Євгена Птичкіна і Кирила Васильєва;
- «Серце не камінь» Олександра Островського;
- «Доктор філософії» Бранислава Нушича;
- «З коханням не жартують» Педро Кальдерона;
- «Казка про царя Салтана» Миколи Римського-Корсакова;
- «Запорожець за Дунаєм» Семена Гулака-Артемовського;
- «Чужий дім», «Кармалюк» Миколи Зарудного;
- «Диктатура» Івана Микитенка;
- «Республіка на колесах» Якова Мамонтова;
- «Весілля в Малинівці» Олексія Рябова;
- «Вій» за Миколою Гоголем;
- «Зойчина квартира» В'ячеслава Назарова;
- «Пенелопа» Олесандра Журбіна;
- «Два клени» Євгена Шварца;
- «Містерія — буф» Володимира Маяковського;
- «Сволота» Якова Гловацького;
- «Нелегалка» Анатолія Крима;
- «Франческа де Ріміні» Сергія Рахманінова;
- «Підступність і кохання» Фрідріха Шиллера;
- «Ромео і Джульєтта», «Багато галасу з нічого» Вільяма Шекспіра;
- «Свято ліхтарів» Ганса Пфейфера;
- «Чужа голова» Марселя Еме;
- «Езоп» (відзнака Міжнародного фестивалю «Боспорські агони»), «Дон Хуан» Гільєрме Фігейредо.

## Колектив

### Керівництво
- Директор-художній керівник — Берсон Микола Семенович (з 1988 року)[11].
- Головними режисерами працювали — Лазуренко Данило Семенович, Оселедчик Борис Львович, Карпенко Віталій Юрійович, Літко Анатолій Якович, Безлепко Володимир Леонтійович (з 1979 року[12]), Ігнатьєв Олег Григорович (з 1983 року[11]).
- Головний балетмейстер — Хижняк Олена Едуардівна (з грудня 2012 року)[11].
- Головний хормейстер — Ладний Антон Сергійович[11].
- Головний художник — Чухрій Тетяна Анатоліївна (з 2014 року)[11].
- Завідувач літературно-драматургічною частиною — Головченко Богдан Вячеславович.

### Народні артисти УРСР і України
- Борщов Дмитро Васильович — у театрі з 1959 по 1993 рік.
- Бурдик Василь Миколайович — у театрі з 1967 по 2008 рік.
- Гаврилко Ростислав Андрійович — у театрі з 1959 по 1984 рік.
- Кравченко Олександр Іванович — у театрі у 1971—1972 та у 1983—1997 роках.
- Оберенко Володимир Тихонович — у театрі у 1960-х роках.

### Заслужені артисти УРСР і України
- Баранова Людмила Василівна — у театрі з 1975 року.
- Бубенко Ірина Миколаївна — у театрі з 1997 року.
- Гостищев Володимир Семенович — у театрі протягом 1975—1987 років.
- Дерік Андрій Олегович — у театрі з 1997 року.
- Жила Андрій Ігорович.
- Іванова Людмила Дмитрівна — у театрі протягом 1960—1962 років.
- Ігнатьєва Надія Дмитрівна — у театрі з 1970 року.
- Кузнецов Володимир Вікторович — у театрі з 1965 року.
- Кузнецова Ольга Іванівна — у театрі з 1965 року.
- Нікітасєнко Світлана Олександрівна — у театрі з 2006 року.
- Руденко Максим Олександрович — у театрі з 2001 року.
- Чверкалюк Сергій Володимирович.
- Чирва Павло Володимирович.
- Щесняк Олександр Петрович — у театрі з 1999 року.
- Магльованний Олександр Петрович — у театрі з 1996 року.

### Провідні артисти
- Арнаут-Руденко Оксана — працює з 2001 року.
- Артеменко Яна — працює з 1996 року.
- Маруженко Віктор.
- Мамикін Олег.
- Тамарянський Микола.
- Лубенець Світлана — працює з 2003 року.
- Винник Тетяна.
- Полоз Феодора.

### Молоде покоління
В період з 2012 року в театрі сформувався міцний творчий кістяк акторської молоді, який поряд з досвідченими колегами представлений у всьому репертуарі театру.
- Студзінська Олександра.
- Студзінський Євген.
- Полторак Кирило.
- Леонтьєва Інна.
- Гедз Дмитро.
- Рижкова Наталія.
- Чернега Інна.
- Засипко Ксенія.
- Юрченко Михайло.
- Балашов Олег.

### Балет
- Бенер Любов.
- Бойко Катерина.
- Кулік Сергій.
- Батрак Дмитро.
- Ляхова Тетяна.
- Тарасенко Іван.
- Савета Євген.
- Савета Юлія.
- Лозан Марія.
- Шевченко Катерина.
- Кисиленко Віктор.
- Шарабріна Ксенія.
- Василевич Максим.
- Валяренко Дмитро.
- Яковлєв Ілля.
- Диренко Катерина.

### Оркестр
Головний диригент — Віктор Урес.
- Посторонко Олександр  – диригент.
- Галкіна Каріне — скрипка (концертмейстер).
- Нікітін Олександр — контрабас (інспектор оркестру).
- Адігамов Олексій — фагот.
- Богма Олександр — труба.
- Богма Тетяна — скрипка.
- Голянич Петро — труба.
- Григоренко Оксана — альт.
- Дімітрішина Світлана — гобой.
- Івченко Ольга — віолончель.
- Мішанкіна Євгенія — скрипка.
- Онещук Інна — скрипка.
- Пальцев Валерій — ударні.
- Пасько Антон — скрипка.
- Скулімовський Генадій — альт.
- Стулов Олександр — кларнет.
- Росінець Юлія — фортепіано.
- Чередніченко Анатолій — валторна.
- Шалатинський Володимир — тромбон.
- Шиян Валерій — кларнет.
- Мельник Каміла — флейта.